# Miguel Auza
Miguel Auza là một đô thị thuộc bang Zacatecas, México. Năm 2005, dân số của đô thị này là 20683 người.